# 本多静六
本多 静六（ほんだ せいろく、慶応2年7月2日（1866年8月11日） - 昭和27年（1952年）1月29日）は、日本の林学者、造園家、株式投資家。日本の「公園の父」といわれる。旧名、折原静六。
東京帝国大学農科大学教授となり、「月給4分の1天引き貯金」を元手にした投資で富を築き、定年退官とともに全財産を寄付した。孫に光触媒研究の本多健一がいる。

## 経歴
武蔵国埼玉郡河原井村（現埼玉県久喜市菖蒲町河原井）に折原家の第6子として生まれた。東京山林学校に入学するまでのあいだ河原井村で少年時代を過ごした。当時の河原井村は、戸数25軒ほどの小さな村だったが、中でも折原家は代々名主役を務める裕福な農家だった。ところが9歳の時に父親が急死すると同時に多額の借金が家に舞い込み、今までとは違った苦しい生活を強いられるようになった。
しかしそれでも向学心は衰えることなく、14歳の年、志を立てて島村泰（元岩槻藩塾長）のもとに書生として住み込み、農閑期の半年は上京し勉学に努め、農繁期の半年は帰省して農作業や米搗つきに励むという変則的な生活を3年間繰り返した。
明治17年（1884年）3月、東京同人学校（後に東京農林学校から帝国大学農科大学）に入学した。卒業時には首席となり、銀時計が授けられた。卒業1年前の明治22年（1889年）5月、元彰義隊隊長本多敏三郎の娘・銓子と結婚し婿養子となった。
東京農林学校（現在の東京大学農学部）を卒業とともに、林学を学ぶため帝政ドイツへ留学した。当初はドレスデン郊外にあるターラントの山林学校（現在はドレスデン工科大学林学部）で半年学び、その後ミュンヘン大学へ転入、さらに1年半学究に努めた。ドクトルの学位（経済学）を取得後、欧米を視察して帰国。母校の東京農林学校の助教授、教授を務めた。
日比谷公園を皮切りに、北海道の大沼公園や福島県の鶴ヶ城公園、埼玉県の羊山公園、東京都の明治神宮、長野県の臥竜公園、石川県の卯辰山公園、福岡県の大濠公園ほか、設計・改良に携わった公園は多数。東京山林学校卒業後に留学したドイツをはじめ、海外に十数回視察に赴き、明治期以降の日本の大規模公園の開設・修正に携わった。
東京駅丸の内口駅前広場の設計も行っているほか、行幸通りも本多が担当し、その後歴代の弟子達が改良設計に携わる。本郷高徳、白沢保美、関口鍈太郎、上原敬二、永見健一、中島卯三郎、田村剛は東大時代の弟子である。また、後藤新平とはドイツ留学時代に知り合い、その後も親交を続けた。後藤から関東大震災からの復興の原案を依頼された際、2昼夜不眠不休で素案を作成した。
また、昭和3年（1928年）当時の比企郡菅谷村（現、埼玉県比企郡嵐山町）にある現嵐山渓谷周辺を訪れた際、風景が京都の嵐山（あらしやま）によく似ていることから、武蔵嵐山（むさしらんざん）と命名した。のちに同地周辺の駅名（東武東上線、菅谷駅・現武蔵嵐山駅）や自治体名（比企郡菅谷村）は、町制施行に際して嵐山町（らんざんまち）と改称している。墓所は青山霊園。

## 人物像
幼少時に父親を亡くした経験とドイツ留学でのルヨ・ブレンターノ教授の教えから、勤倹貯蓄を処世訓とした。奈良県・吉野の土倉庄三郎の書生をしながら直接林業を学び、後に日本で最初の林学博士兼同人作家となった。日々1ページ原稿を書くことを常としたため、376冊に及ぶ著作がある。
ドイツから帰国後、給料の4分の1を貯金する「4分の1天引き貯金」を開始し、貯金を株や公共事業などに投資して多額の資産を形成した。投資家として巨万の富を築いたが、退官を機に匿名でほぼすべてを教育、公共の関係機関に寄付したことでも知られる。ただし、本多静六を称えて地元に記念碑が作られた際には、関係各位に申し訳ないことと恥ずかしさから、息子を代理で出席させている。
数多くの処世訓を残し、「経済の自立なくして自己の確立はない」「職業の道楽化」「見栄を捨て生活を合理化する」などの処世訓を残した。
久喜市では本多静六博士顕彰事業を行っている。1992年、生誕地に近い国道122号線沿い（当時）に本多静六生誕地記念園が完成し、1995年には記念園が埼玉県内で初の「道のオアシス」となった。2000年、菖蒲町生涯学習文化センター内に本多静六記念室が完成した。2013年、没後60年記念事業として、本多静六記念室を久喜市菖蒲総合支所（現・菖蒲行政センター）内に移転し、本多静六記念館と改称した。
2002年、千葉県野田市郷土博物館所蔵の「染谷家文書」から川間小学校の設計に深く関わったことが明らかになった。

## 略年譜
- 1880年 島村泰氏（岩槻藩塾長）に書生として師事[5]。
- 1884年 東京山林学校（現東京大学農学部）に末席で入学[1]。
- 1886年 東京山林学校廃止にともない、東京農林学校予科3年に編入学。
- 1887年 本科生に進級。
- 1890年 帝国大学農科大学が発足し首席で卒業[1]。本多家の養子となる。ドイツへ留学[1]。ターランド山林学校（ドレスデン工科大学林学部）、ミュンヘン大学に学ぶ。経済学の博士号取得。
- 1893年 帝国大学農科大学の助教授に就任[1]。
- 1894年 東京専門学校（のちの早稲田大学）講師に就任[1]。
- 1898年4月3日 本多静六林学博士提唱 神武天皇祭の4月3日が「植栽日」となる。現在の全国植樹祭。
- 1899年 林学博士の学位を取得（志賀泰山・中村弥六他とともに）[16]。学位論文は『日本森林植物帯論』[1]。
- 1899年 水源林の保護と育成を東京市および東京府に進言。府から森林調査嘱託の辞令を受け、市に引き継ぐまで、森林経営に携わる。
- 1900年 東京帝国大学農科大学（東京大学農学部）の教授に就任[1]。
- 1901年 日比谷公園の設計調査委員に就任[1]。
- 1902年 鉱毒調査委員を委嘱[1]。
- 1915年 大日本山林会理事に選任され[1]、明治神宮造営局の参与に就任[1]。
- 1919年 帝国森林会理事および副会長に就任[1]。
- 1930年 国立公園調査会の委員に就任[1]。所有していた山林（秩父郡大滝村、現秩父市、約2700ha）を埼玉県へ寄贈[1]。
- 1938年 東照宮300年祭記念調査会の委員長に就任[1]。

## 栄典
位階
- 1892年（明治25年）9月26日 - 従七位[17]
- 1906年（明治39年）10月1日 - 正五位[18]
- 1911年（明治44年）10月20日 - 従四位
- 1916年（大正5年）12月1日 - 正四位
- 1922年（大正11年）1月20日 - 従三位[19]
- 1927年（昭和2年）4月15日 - 正三位[20]

勲章等
- 1904年（明治37年）12月27日 - 勲六等瑞宝章[21]
- 1912年（大正元年）12月18日 - 勲三等瑞宝章[22]
- 1930年（昭和5年）12月5日 - 帝都復興記念章[23]
- 1952年（昭和27年）1月29日 - 勲一等瑞宝章

## 主な公園設計と風景策
- 春採公園（北海道釧路市）、1916年（大正5年）、1937年（昭和12年）に再度の改良設計
- 大沼公園風景利用策（北海道七飯町）、1913年（大正2年）
- 室蘭公園（北海道室蘭市）
- 松鳥公園経営（宮城県松島町）、1909年（明治42年）
- 温海温泉改良私（山形県鶴岡市）
- 鶴ケ城公園（若松公園設計案、福島県会津若松市）、1917年（大正6年）
- 偕楽園改良（茨城県水戸市）、1920年（大正9年)
- 敷島公園改良設計（群馬県前橋市）、1915年（昭和4年）
- 日光風景利用策（栃木県日光市）、1914年（大正3年）
- 日光社寺境内改良案（栃木県日光市）、1912年（明治45年）
- 伊香保温泉の新経営（群馬県渋川市）
- 大宮公園（氷川公園）（埼玉県さいたま市）[2]、1885年（明治18年）9月開園。1915年（大正4年）に策定した東京市嘱託職員長岡安平・同市技師井下清による拡張計画案に代わり、1921年（大正10年）の本多と田村剛による「氷川公園改良計画」により本格的な公園整備
- 清水公園（千葉県野田市）、1929年（昭和4年）拡張開園の際に改良設計。
- 飯能遊覧地（埼玉県飯能市）
- 森林公園と奥秩父（埼玉県秩父市）
- 羊山公園（埼玉県秩父市）
- 南房総国定公園（千葉県鴨川市）
- 日比谷公園（東京都）[2]、1901年（明治34年）
- 奥多摩風景利用策（東京都奥多摩町）
- 大磯公園（神奈川県大磯町）
- 箱根風景利用策（神奈川県箱根町）、1914年（大正3年）
- 舞鶴城公園改良設計（山梨県甲府市）、1923年（大正12年）
- 遊亀公園（山梨県甲府市）
- 軽井沢遊園地設計方針（長野県軽井沢町）、1911年（明治44年）
- 懐古園改良設計（小諸公園）（長野県小諸市）、1926年（大正15年）
- 臥竜公園（須坂町公園）（長野県須坂市）、1926年（大正15年）に設計。昭和6年(1931年)築造。「日本さくら名所百選」及び『日本の名松100選』選定。
- 山ノ内温泉風景利用策（長野県山ノ内町）
- 城山公園（長野県飯山市）
- 天竜峡風景利用策（長野県飯田市）
- 村杉温泉風景利用策（新潟県阿賀野市）
- 卯辰山公園（石川県金沢市）、1923年（大正12年)設計方針
- 芦山公園（福井県武生市）
- 中村公園（愛知県名古屋市）
- 清洲公園（愛知県清須市）
- 定光寺公園（愛知県瀬戸市）
- 日本ライン風景利用策（愛知県犬山市）
- 岡崎公園改良設計（愛知県岡崎市）、1917年（大正6年）。1989年（平成元年）に「日本の都市公園百選」「日本さくら名所百選」。
- 鶴舞公園改良（愛知県名古屋市）、1909年（明治42年）開園の名古屋市初の公園。1912年（明治45年）に改良設計。
- 岐阜公園（岐阜県岐阜市）
- 養老公園（岐阜市養老町）、開園は1880年（明治13年）、1912年（大正元年）に改良設計
- 大津森林公園（滋賀県大津市）
- 琵琶湖風景利用策（滋賀県）、1912年（明治45年）
- 箕面公園（大阪府箕面市）、1913年（大正2年）
- 住吉公園（大阪府大阪市）
- 浜寺公園（大阪府堺市）
- 有馬温泉風景利用策（兵庫県神戸市）
- 城崎温泉改良（兵庫県豊岡市）
- 布引水源村（兵庫県神戸市）
- 六甲山公園設計（兵庫県神戸市）
- 奈良公園（奈良県奈良市）
- 和歌山公園（和歌山市）、1901年（明治34年)に公園として開放。その後1915年（大正4年）本多によって改良設計された。
- 城山公園（島根県松江市）
- 広島市の風景利用策（広島県広島市）
- 宮島公園　厳島公園改良案（広島県廿日市市）、1912年（明治45年）
- 帝釈峡風景利用策（広島県庄原市）
- 日和山公園（山口県下関市）、1914年（大正3年）
- 岩国風景利用策（山口県岩国市）
- 大濠公園（福岡県福岡市）、1924年（大正13年)に新設の公園として設計
- 東公園・西公園（福岡県福岡市）
- 帆柱公園（福岡県北九州市）
- 清滝公園（福岡県北九州市）
- 由布院温泉発展策（大分県由布市）
- 青島保護利用策（宮崎県宮崎市）
- 霧島公園（鹿児島県霧島市）
- 金華山公園（宮城県）、1911年（明治44年）
- 門司公園（山口県）、1923年（大正12年）
- 広島県佐伯郡桜尾城址公園（広島県廿日市市）、1912年（大正元年）
- 尾道公園（広島県）、1915年（大正4年）
- 南山公園（韓国ソウル）、1917年（大正6年）
- 天王川公園（愛知県津島市)、1919年（大正8年）
- 常盤公園（茨城県水戸市）、1920年（大正9年）
- 八幡市公園（福岡県）、1920年（大正9年）
- 壽山紀念公園（台湾高雄）、1925年（大正14年）[24]
- 蔚山城址公園（朝鮮蔚山）、1926年（大正15年）
- 新馬山公園（朝鮮馬山）、1927年（昭和2年）
- 小諸公園（長野県）、1937年（昭和12年）

## 著書
- 『私の財産告白』実業之日本社(1950) ISBN 4-408-39582-X、文庫版(2013)
- 『私の生活流儀』実業之日本社(1951)、文庫版(2013)
- 『人生計画の立て方』実業之日本社(1952)、 ISBN 4-408-39584-6　文庫版(2013)
- 『本多静六体験八十五年』大日本雄弁会講談社（1952）→『本多静六自伝　体験八十五年』実業之日本社（2006、改題・再編集されたもの） ISBN 4-408-39586-2、新版 (2016)
- 「わが処世の秘訣 - 幸福・成功」実業之日本社(1978)→『わが処世の秘訣』本多静六著 三笠書房 ISBN 4837900593　知的生きかた文庫(1985)

## DVD
- 『学問と情熱 第35巻 本多静六 いのちを育てる 森の実学』紀田順一郎（総合監修）/仲里依紗、柄本明（ナレーター） 紀伊國屋書店

## 係累
本多静六は三男四女の子沢山であった。次女の美祢子は3歳、次男の武は5歳、三男の勝は19歳で早世。「祖父は学業成績優秀なことを大切に考え、娘の婿にすべて成績一位の者を選んだ」（三浦道義）
- 植村恒三郎　林学博士（東京帝国大学）、九州帝国大学教授（娘婿）静六の長女の輝子（てる）と結婚し四男一女を儲ける[25]。
  - 植村敏彦　医学博士（東京帝国大学）、国立療養所東京病院第一内科医長、第一診療所長（孫）恒三郎長男
  - 植村誠次　農学博士（東京大学）、林業試験場土壌部土壌肥料科長（孫）恒三郎次男
  - 植村秀三　東京高等裁判所判事、弁護士（孫）恒三郎三男
  - 植村恒義　工学博士（東京大学）、東京大学名誉教授（孫）恒三郎四男
  - 植村栄治　法学博士（東京大学）、元・慶應義塾大学法科大学院教授、現・大東文化大学法科大学院教授（曾孫）
  - 河内十郎　文学博士（東京大学）、東京大学名誉教授（曾孫）植村恒三郎と輝子の長女である河内幸子の次男
- 三浦伊八郎　林学博士（東京帝国大学）、東京帝国大学農学部長（娘婿）静六の三女のイサ子と結婚し二男二女を儲ける[25]。
  - 三浦高義　農学博士（東京大学）、東京大学教授（孫）伊八郎長男
  - 三浦道義　大蔵官僚を経て第三銀行頭取（孫）伊八郎次男
- 大村清一　衆議院議員、防衛庁長官、内務大臣（娘婿）四女の康子と結婚し三男二女を儲ける[25]。
  - 大村襄治　衆議院議員、防衛庁長官（孫）清一長男
- 本多博　弁護士（長男）[27]
  - 本多健一　理学博士（パリ大学）、工学博士（東京大学）、東京大学名誉教授、東京工芸大学学長（孫）博の長男
  - 正木隆　農学博士（東京大学）、森林総合研究所森林植生研究領域長（健一の三女の夫）
- 遠山益　理学博士（東京教育大学）、お茶の水女子大学名誉教授（曾孫の夫[28]）

## その他

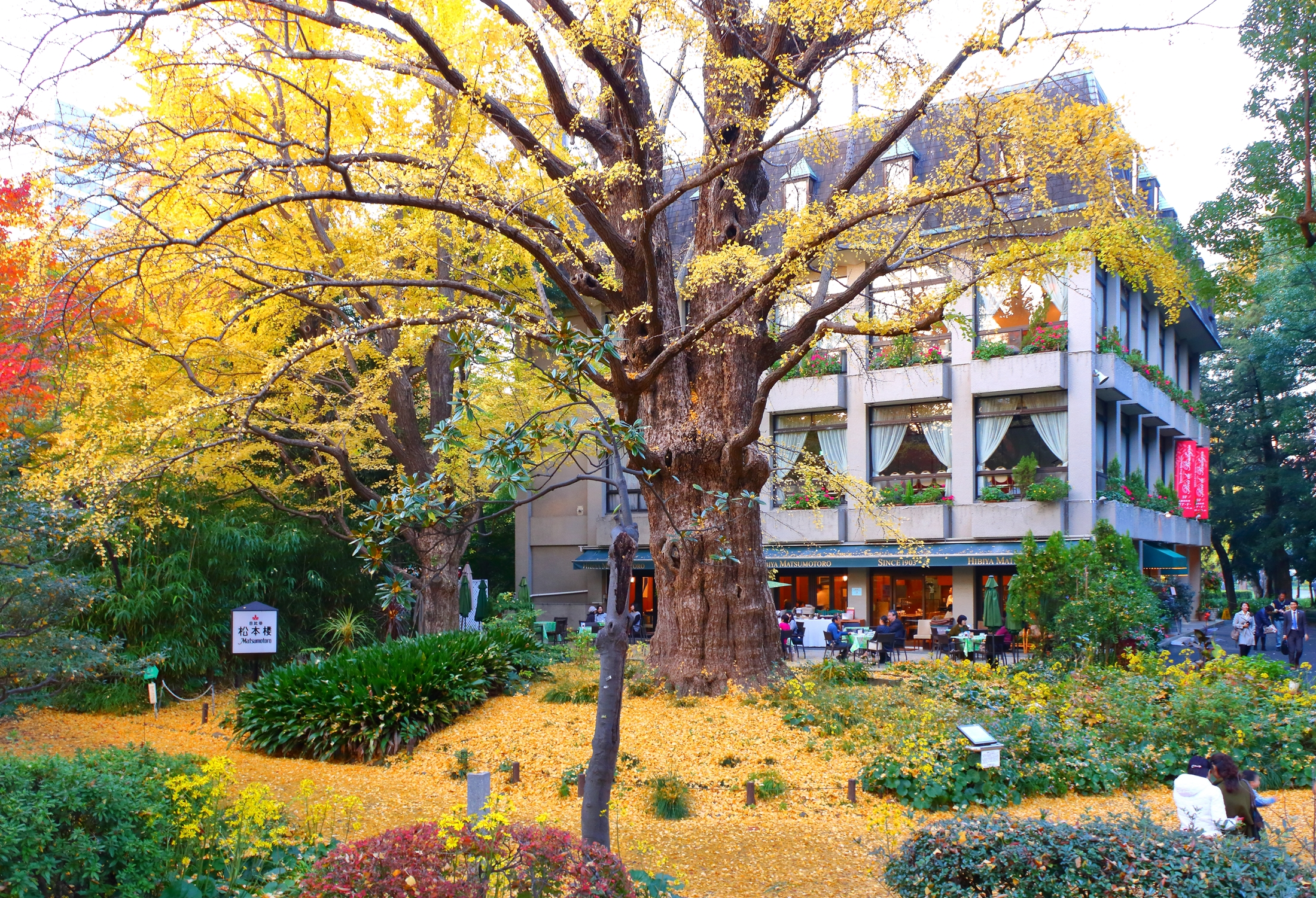
首かけイチョウ（日比谷公園）

- 首かけイチョウ - 道路拡張により伐採されることになった日比谷見附のイチョウの大木[29]。当時移植は不可能という声が多かったなかで、「自分の首にかけても」と日比谷公園への移植を実行し、成功させた[29]。推定樹齢400年。日比谷公園松本楼の脇。
- 本多静六博士育英奨学金 - 埼玉県に寄贈した山林に基づく奨学金制度[30]。1954年から貸与を行っている[30]。
- 鉄道防風林 - 東北・北海道の鉄道を雪から守るための防雪林を作ることを提案したことでも知られる[要出典]。
- 赤松亡国論 - 1900年（明治33年）に「我国地方ノ衰弱ト赤松」という題名で発表した論文[31]。林学者の生態学的研究が林業に応用された最初の事例とされる[31]。アカマツの跋扈する森林の処方対策について述べている。同論文は高山樗牛によって「赤松亡国論」と呼称され、この呼称を本多自身が講演等でしばしば用いたため、「赤松亡国論の本多」と紹介されることになる。[要出典]
- 由布院温泉発展策 - 1924年（大正13年）、由布院町（後の湯布院町、現在の由布市）の依頼で講演、ドイツのバーデン＝バーデンを紹介し、町全体を森林公園に見立てる温泉町形成を促した[32]。
- 魯迅の短編「髪の話」中、登場人物が留学時代に読んだ新聞に本田博士へのインタビューが掲載されていた話が登場する[要出典]。